# El Toro (Mallorca)

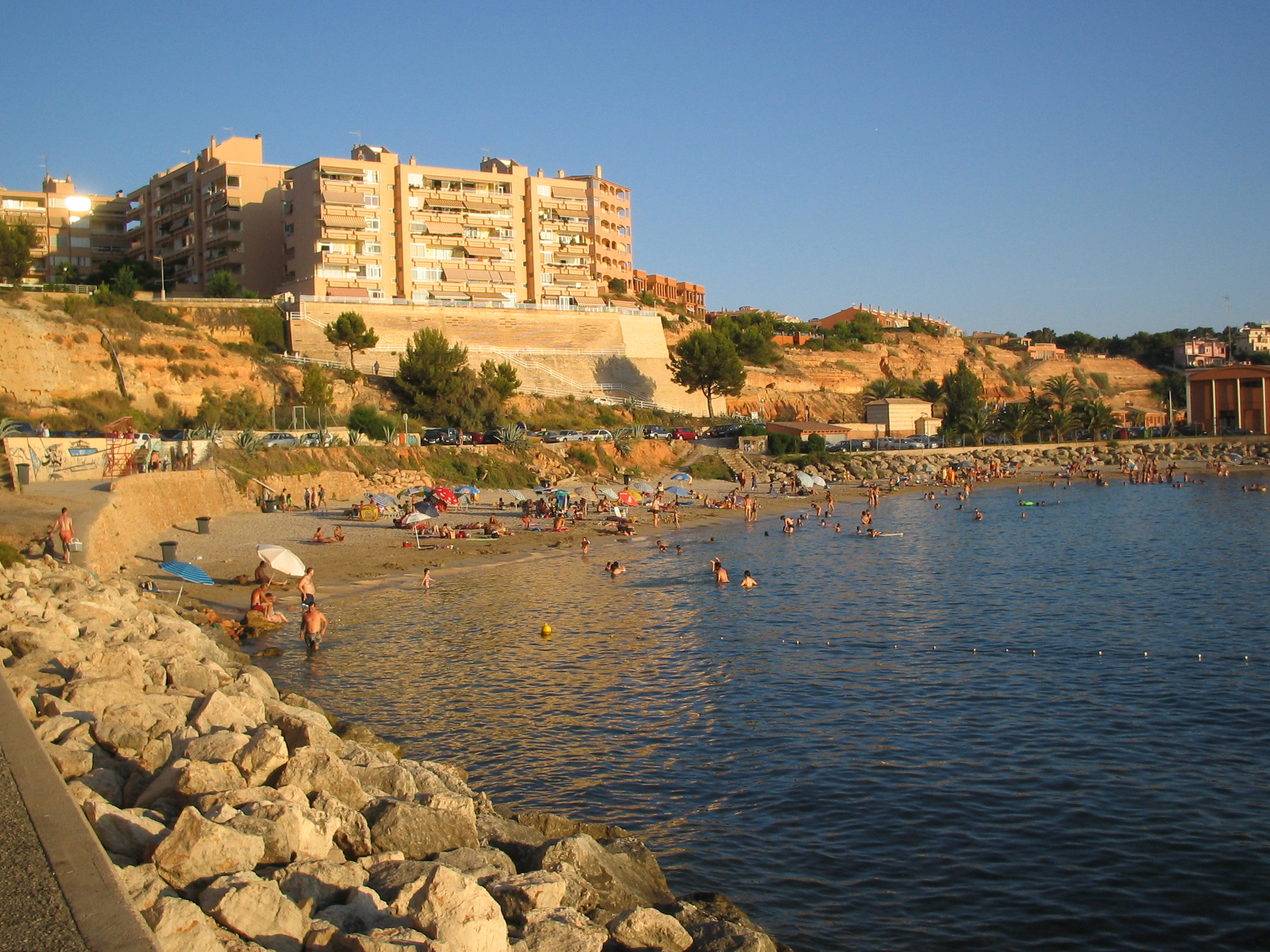
Cala El Toro

El Toro (kastilische: El Torro) ist ein Ort im Südwesten der Baleareninsel Mallorca und gehört zur Gemeinde Calvià. Der Ort liegt direkt neben dem Golfplatz Santa Ponsa II, der im Norden befindlichen Neubausiedlung Nova Santa Ponsa sowie Son Ferrer im Osten. Das Gewerbegebiet von El Toro liegt im Paseo Calvià, welcher als die grüne Lunge der Stadt bekannt ist.
El Toro gruppiert sich um eine lang gestreckte, von steilen Felswänden umgebene Bucht, von welcher man freie Sicht auf die Insel Illa Malgrats hat. Viele der Häuser in El Toro wurden sehr küstennah errichtet. 2009 wurde der Hafen Port Adriano modernisiert. Im Umland sind drei Golfplätze zu finden.
Die Entfernung zur Inselhauptstadt Palma beträgt etwa 18 Kilometer. Bei der letzten Volkszählung im Jahr 2013 wurden 1.215 Einwohner gezählt.